# Surinam

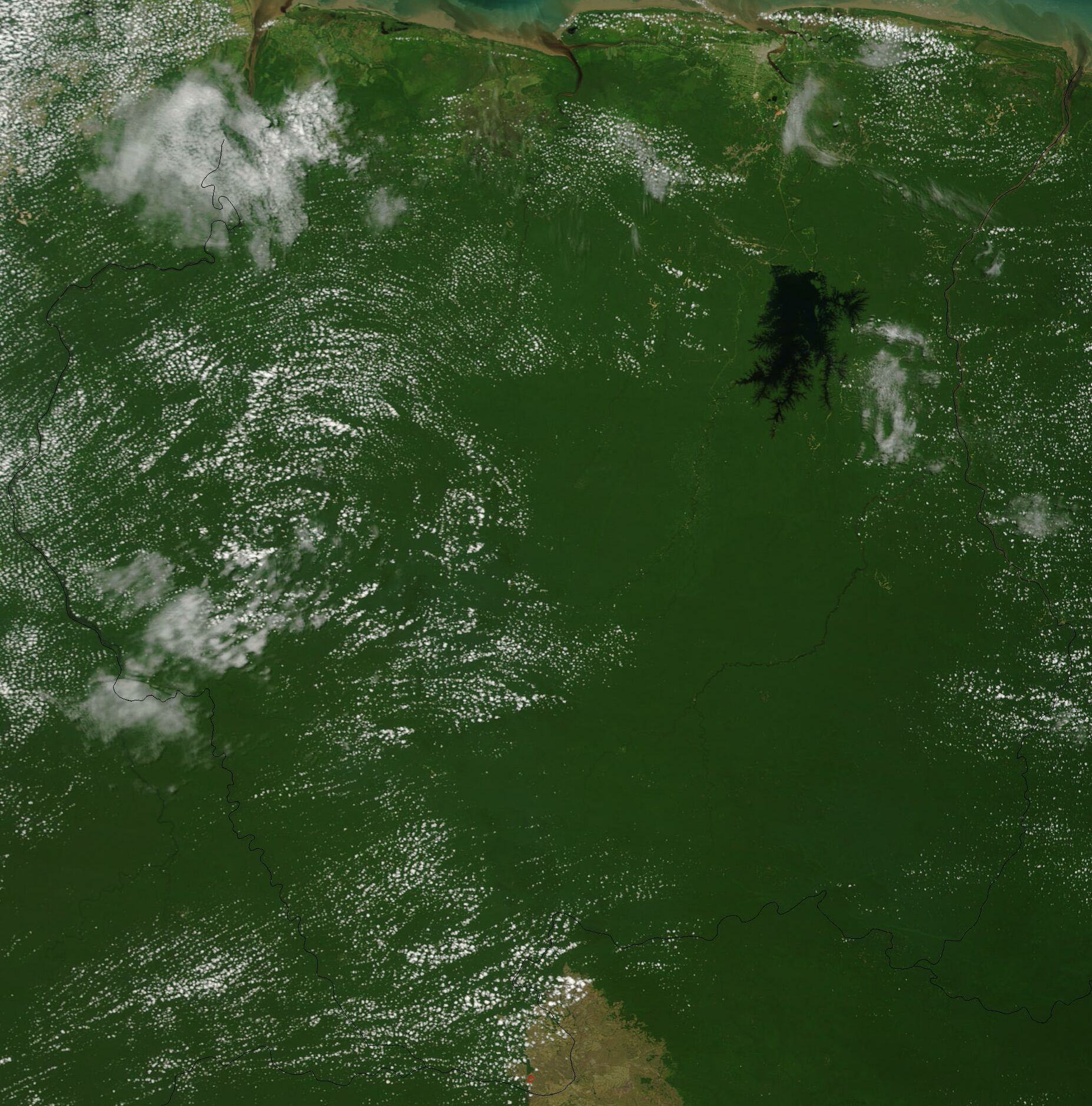
Obraz Surinamu z kosmosu we wrześniu 2002

Surinam (niderl. Suriname, Republika Surinamu – Republiek Suriname) – państwo w północno-wschodniej części Ameryki Południowej, położone nad Oceanem Atlantyckim.
Surinam został holenderską kolonią w 1667 roku. W latach 1804–1816 był w rękach brytyjskich, a następnie powrócił do Holandii. W okresie 1828–1848 tworzył wraz z Antylami Holenderskimi Holenderskie Indie Zachodnie. 20 września 1948 roku Surinam stał się równouprawnioną częścią Holandii. W 1954 roku otrzymał status holenderskiego terytorium zamorskiego i autonomię. Surinam niepodległość uzyskał 25 listopada 1975 roku.

## Geografia
Surinam leży w północno-wschodniej części Ameryki Południowej, nad Oceanem Atlantyckim. Zajmuje powierzchnię 163 820 km². Jest najmniejszym niepodległym państwem Ameryki Południowej. Graniczy z następującymi państwami:
- na zachodzie z Gujaną – długość granicy to 600 km[4]
- na południu z Brazylią – 597 km[4]
- na wschodzie z Gujaną Francuską – 510 km[4]

Surinam (dawniej nazywany Gujaną Holenderską) leży w regionie geograficznym nazywanym Gujaną, obejmującym również Gujanę (dawniej Gujana Brytyjska), francuski departament zamorski Gujany (Gujana Francuska), brazylijski stan Amapá (wcześniej Gujana Portugalska, a później Gujana Brazylijska) oraz wenezuelski region Gujany (dawniej Gujana Hiszpańska).
Dzieli się na dwie części: nizinną północ i wyżynno-górzyste południe. Północna część leży w obrębie Niziny Gujańskiej, a południowa zajmuje część Wyżyny Gujańskiej, gdzie dominują Góry Wilhelminy z najwyższym szczytem kraju – Juliana Top (1280 m n.p.m.).
Kraj leży w strefie klimatu równikowego i ma gęstą sieć rzek. Około 90% jego powierzchni zajmują wilgotne lasy równikowe z 15 tys. gatunków roślin naczyniowych (około 5% wszystkich gatunków na świecie) i z ponad 1000 gatunków drzew. Występuje tu ponad 2 tys. gatunków kręgowców, w tym 282 gatunki ssaków, ponad 1000 gatunków ptaków (w tym około 50 endemicznych), 295 gatunków gadów i 269 płazów.
Tereny chronione zajmują 4,7% powierzchni kraju. W czerwcu 1998 roku utworzono Rezerwat Przyrody Środkowego Surinamu o powierzchni 1 600 000 ha. Jest to jeden z największych obszarów chronionych lasów deszczowych na świecie i w 2000 roku został wpisany na listę światowego dziedzictwa UNESCO.

## Historia
Tereny dzisiejszego Surinamu (znanego także pod nazwą Gujany Holenderskiej) były zasiedlane przez Holendrów już w końcu XVI w., co skutkowało licznymi konfliktami z angielskimi i francuskimi kolonizatorami. W 1667 w traktacie pokojowym kończącym II wojnę angielsko-holenderską Surinam został uznany za posiadłość holenderską. W latach 1804–1816 był w rękach brytyjskich, a następnie powrócił do Holandii. W okresie 1828–1848 tworzył wraz z Antylami Holenderskimi Holenderskie Indie Zachodnie. 20 września 1948 roku Surinam stał się równouprawnioną częścią Holandii. W 1954 roku otrzymał status holenderskiego terytorium zamorskiego i autonomię z własną administracją. Surinam uzyskał niepodległość 25 listopada 1975 roku, a ówczesny gubernator Johan Ferrier (1910–2010) został pierwszym prezydentem kraju.
Wszyscy mieszkańcy nowego państwa zachowali holenderskie obywatelstwo i w następnych latach jedna trzecia z nich wyjechała do Europy, szczególnie robotnicy wykwalifikowani, co spowodowało załamanie gospodarcze, z którego Surinam wyszedł dzięki pomocy rządu holenderskiego. W 1980 r. po wojnie domowej władzę przejął wojskowy reżim pod przywództwem Dési Bouterse, ponowny powrót do demokracji nastąpił w roku 1988. W międzyczasie w 1986 roku doszło do walk rządu z partyzantką o nazwie Surinamska Armia Wyzwolenia Narodowego, reprezentującą interesy czarnoskórej ludności kraju. Konflikt zakończył się w 1992 roku przegraną partyzantów. W 1994 roku Surinam ponownie przeżył załamanie gospodarcze, które było tak dotkliwe, że rozważano nawet sprzedaż dużych połaci dżungli firmom drzewnym. Dżungla szybko stała się atrakcją turystyczną szczególnie dla Europejczyków. W przeszłości władze w kraju oskarżane były o udział w handlu narkotykami.
W Surinamie jest demokracja parlamentarna z 51-miejscowym parlamentem.
25 listopada obchodzone jest Święto Niepodległości.

## Podział administracyjny
Surinam jest podzielony na 10 dystryktów (niderl. distrikt), które podzielone są na 62 mniejsze jednostki, pod-dystrykty (niderl. ressort):
1. Brokopondo
2. Commewijne
3. Coronie
4. Marowijne
5. Nickerie
6. Para
7. Paramaribo
8. Saramacca
9. Sipaliwini
10. Wanica

Stolicą kraju jest Paramaribo.

## Ludność
| 2018                                                             | 2018                                     |
| ---------------------------------------------------------------- | ---------------------------------------- |
|                                                                  |                                          |
| Zmiana liczby ludności Surinamu w latach 1960–2017 (w tysiącach) |                                          |
| Liczba ludności                                                  | 597 927                                  |
| Ludność według wieku                                             |                                          |
| 0–14 lat                                                         | 24,11% mężczyzn: 73 466 kobiet: 70 704   |
| 15–24 lat                                                        | 17,36% mężczyzn: 52 876 kobiet: 50 913   |
| 25–54 lat                                                        | 44,42% mężczyzn: 135 282 kobiet: 130 327 |
| 55–64 lat                                                        | 7,94% mężczyzn: 23 377 kobiet: 24 085    |
| ponad 64 lata                                                    | 6,17% mężczyzn: 16 019 kobiet: 20 878    |
| Średnia wieku                                                    |                                          |
| w całej populacji                                                | 30,2 lat                                 |
| mężczyzn                                                         | 29,8 lat                                 |
| kobiet                                                           | 30,6 lat                                 |
| Przyrost naturalny                                               | 1,0%                                     |
| Współczynnik urodzeń                                             | 15,6 urodzeń/1000 mieszkańców            |
| Współczynnik zgonów                                              | 6,1 zgonów/1000 mieszkańców              |
| Współczynnik migracji                                            | 0,5 migrantów/1000 mieszkańców           |
| Ludność według płci                                              |                                          |
| przy narodzeniu                                                  | 1,05 mężczyzn/kobiet                     |
| poniżej 15 lat                                                   | 1,04 mężczyzn/kobiet                     |
| 15–24 lat                                                        | 1,04 mężczyzn/kobiet                     |
| 25–54 lat                                                        | 1,04 mężczyzn/kobiet                     |
| 55–64 lat                                                        | 0,97 mężczyzn/kobiet                     |
| powyżej 64 lat                                                   | 0,77 mężczyzn/kobiet                     |
| w całej populacji                                                | 1,01 mężczyzn/kobiet                     |
| Umieralność niemowląt                                            |                                          |
| w całej populacji                                                | 23,7 śmiertelnych/1000 żywych            |
| płci męskiej                                                     | 27,6 śmiertelnych/1000 żywych            |
| płci żeńskiej                                                    | 19,5 śmiertelnych/1000 żywych            |
| Oczekiwana długość życia                                         |                                          |
| w całej populacji                                                | 72,8 lat                                 |
| mężczyzn                                                         | 70,3 lat                                 |
| kobiet                                                           | 75,3 lat                                 |
| Rozrodczość                                                      | 1,9 urodzeń/kobietę                      |
| HIV/AIDS                                                         |                                          |
| Współczynnik dorosłych z HIV/AIDS                                | 1,3% (2017)                              |
| Liczba osób żyjących z HIV/AIDS                                  | 4 800 (2017)                             |
| Liczba zmarłych na HIV/AIDS                                      | mniej niż 200 (2017)                     |

Według szacunków w czerwcu 2018 roku Surinam miał 597 927 mieszkańców. Większość Surinamczyków żyje na północy kraju, 2/3 w miastach, a 2/5 w Paramaribo. Największe miasta to Paramaribo, Lelydorp, Nieuw Nickerie, Moengo i Meerzorg.

### Struktura etniczna
Według szacunków w 2012 roku około 27,4% ludności Surinamu stanowili Hindusi (których przodkowie przybyli z północnych Indii w 2. połowie XIX w.), 21,7% – Maroni (potomkowie zbiegłych czarnych niewolników, którzy byli sprowadzani z Afryki w XVII i XVIII w.); 15,7% – Kreole a 13,7% – Jawajczycy. Przynależność etniczna wielu osób jest bardzo trudna do określenia, gdyż małżeństwa mieszane są bardzo częste.

### Religia
Struktura religijna kraju w 2015 roku, według The Association of Religion Data Archives:
- protestanci – 25,3% (gł. zielonoświątkowcy – 13% i bracia morawscy),
- hinduiści – 23,1%,
- katolicy – 18,7%,
- muzułmanie – 14,0%,
- brak religii – 8,7%,
- synkretyzm religijny – 3,8%,
- tradycyjne religie plemienne – 2,1%,
- pozostali chrześcijanie – 1,6%,
- nowe religie – 0,8%,
- bahaiści – 0,7%,
- buddyści – 0,6%,
- pozostałe religie – 0,6%.

### Języki
Językiem urzędowym Surinamu jest język holenderski. Od 2005 roku kraj ten jest również członkiem Unii Języka Niderlandzkiego. Ponad 500 słów holenderskich charakterystycznych dla Surinamu zostało zamieszczonych w najnowszej wersji (2005) tzw. „Zielonej Książeczki” (Groene Boekje, słownik języka niderlandzkiego wydawany przez Unię). Język niderlandzki jest używany w urzędach, parlamencie, szkołach, w biznesie oraz w mediach w całym kraju.
Obok niderlandzkiego używa się przede wszystkim języka kreolskiego sranan tongo, który jako język ojczysty lub obcy znają prawie wszyscy mieszkańcy, oraz języków ojczystych różnych grup etnicznych. Sranan tongo był pierwotnie językiem tzw. Kreoli, dziś wciąż pełni funkcję lingua franca na ulicach. Pozostałe ważniejsze języki to wywodzący się z języka bhodźpuri język sarnami hindustani, jawajski, języki kreolskie saramaccaans i aukaans, południowe dialekty chińskiego, syryjski dialekt arabskiego oraz portugalski. Liczba użytkowników tego ostatniego wyraźnie wzrosła w ostatnich latach ze względu na imigrację (najczęściej nielegalną) brazylijskich poszukiwaczy złota.
Według spisu ludności z 2004 najczęściej używanymi językami (biorąc pod uwagę tylko pierwszy używany język) w surinamskich gospodarstwach domowych były:
- niderlandzki – 46,6%
- sarnami hindustani – 15,8%
- języki marrońskie (Saramaccaans, Aukaans i Paramaccaans) – 15,2%
- sranan tongo – 9%
- jawajski – 5,6%

### Analfabetyzm
Według danych szacunkowych za rok 2015, w Surinamie powyżej 15. roku życia czytać i pisać potrafi 95,6% mieszkańców (z czego mężczyźni 96,1%, a kobiety 95%).

## Gospodarka
Gospodarka Surinamu opiera się na wydobyciu surowców mineralnych, głównie ropy, złota i boksytu. Surinam to jeden z największych na świecie producentów boksytu; kopalnie boksytu znajdują się koło Paranam i Overdacht. Na terenie Surinamu odkryto ponadto chrom, miedź, diamenty, mangan, nikiel, platynę i cynk. Eksport ropy i złota stanowi ok. 85% całkowitego eksportu i ok. 27% przychodów do budżetu państwa.
Drugim źródłem dochodu jest rolnictwo, a trzecim przelewy pieniężne z zagranicy, przede wszystkim z Holandii, Gujany Francuskiej i Stanów Zjednoczonych.
Mniej niż 1% powierzchni kraju nadaje się pod uprawy i około 0,5% jest wykorzystywana rolniczo. Uprawia się przede wszystkim ryż – zbiory odbywają się dwa razy w roku, banany, owoce cytrusowe i palmy kokosowe.
Emisja dwutlenku węgla z paliw kopalnych w Surinamie wynosiła w 1990 0,908 Mt rocznie, podczas gdy w roku 2017 2,213 Mt. Po przeliczeniu na mieszkańca oznacza to odpowiednio 2,228 t i 3,928 t, a na tysiąc dolarów amerykańskich produktu krajowego brutto – 0,211 t i 0,285 t. Przez większość tego okresu główną branżą odpowiedzialną za tę emisję była energetyka, a największy wzrost (471%) nastąpił w transporcie.

## Transport
Sieć kolejowa i drogowa poza wybrzeżem jest bardzo słabo rozwinięta – z tego powodu do wielu miejsc można dotrzeć tylko samolotem bądź pieszo. Przez interior prowadzą tylko 4 drogi bite.

## Siły zbrojne
Armia Surinamu jest na 135 miejscu w rankingu Global Firepower 2021. Jej roczny budżet jest równy 60 mln dolarów, a aktywny personel wojskowy wynosi 2000 osób. Posiada trzy helikoptery, 55 pojazdów opancerzonych i 17 statków patrolowych.